# Cetomimus
Cetomimus is een geslacht van straalvinnige vissen uit de familie van walviskopvissen (Cetomimidae). Het geslacht is voor het eerst wetenschappelijk beschreven in 1895 door Goode & Bean.

## Soorten
- Cetomimus compunctus  Abe, Marumo and Kawaguchi, 1965
- Cetomimus craneae  Harry, 1952
- Cetomimus gillii  Goode and Bean, 1895
- Cetomimus hempeli  Maul, 1969
- Cetomimus kerdops  Parr, 1934
- Cetomimus picklei  (Gilchrist, 1922)
- Cetomimus teevani  Harry, 1952